# Danh sách phim TVB năm 2002
Đây là danh sách phim truyền hình do TVB phát hành hoặc phát sóng năm 2002.

## Top 10 phim rating cao nhất
| Xếp hạng | Tên                  | Tên tiếng Anh           | Điểm số trung bình |
| -------- | -------------------- | ----------------------- | ------------------ |
| 1        | Người cha tuyệt vời  | Family Man              | 33                 |
| 2        | Thực thi pháp luật   | Legal Entanglement      | 33                 |
| 3        | Niềm tin một đời     | The Trust of a Lifetime | 32                 |
| 4        | Chuyên gia đàm phán  | Take My Word for It     | 31                 |
| 5        | Trạng sư hồ đồ       | A Case of Misadventure  | 30                 |
| 6        | Đội cứu hoả anh hùng | Burning Flame II        | 30                 |
| 7        | Bước ngoặt cuộc đời  | Golden Faith            | 29                 |
| 8        | Huyền thoại bắt đầu  | Where the Legend Begins | 29                 |
| 9        | Mối tình chung thủy  | A Herbalist Affair      | 29                 |
| 10       | Cảnh sát hình sự     | Law Enforcers           | 27                 |

## Dòng phim thứ nhất
| Công chiếu             | Tên                              | Tên tiếng Anh                        | Số tập | Diễn viên | Thể loại | Ghi chú         | Website                                                               |
| ---------------------- | -------------------------------- | ------------------------------------ | ------ | --- | -------- | --------------- | --------------------------------------------------------------------- |
| 28/01- 8/03            | Vẻ đẹp bị đánh cắp               | Love Is Beautiful                    | 30     | Hướng Hải Lam, Trần Diệu Anh, Ngụy Tuấn Kiệt                                                                                           | Cổ trang |                 | Official website Lưu trữ ngày 16 tháng 7 năm 2008 tại Wayback Machine |
| 11/03- 5/04            | Mối tình chung thủy              | A Herbalist Affair                   | 20     | Quách Tấn An, Xa Thi Mạn, Ngô Mỹ Hành                                                                                                  | Hiện đại |                 | Official website Lưu trữ ngày 16 tháng 7 năm 2008 tại Wayback Machine |
| 8/04- 25/05            | Bản lĩnh Kỷ Hiểu Lam             | The Bronze Teeth                     | 35     | | Cổ trang |                 |                                                                       |
| 27/05- 5/07            | Thiếu niên Trương Tam Phong      | Taiji Prodigy                        | 28     | Trương Vệ Kiện, Lâm Tâm Như, Lý Băng Băng                                                                                              | Cổ trang | Phim Trung Quốc |                                                                       |
| 8/07- 2/08             | Thử thách                        | Let's Face It                        | 20     | Uông Minh Thuyên, Mã Đức Chung, Tiền Gia Lạc, Trương Khả Di                                                                            | Hiện đại |                 | Official website Lưu trữ ngày 23 tháng 6 năm 2008 tại Wayback Machine |
| 5/08- 13/09            | Mạnh Lệ Quân                     | Eternal Happiness                    | 32     | Mã Đức Chung, Lâm Phong, Diệp Tuyền, Dương Di, Hồ Hạnh Nhi                                                                             | Cổ trang |                 | Official website Lưu trữ ngày 11 tháng 7 năm 2008 tại Wayback Machine |
| 16/09- 11/10           | Cơ hội mong manh                 | Slim Chances                         | 20     | Thẩm Điện Hà, Trịnh Trung Cơ, Văn Tụng Nhàn, Trịnh Gia Dĩnh, Nguyên Hoa                                                                | Hiện đại |                 | Official website Lưu trữ ngày 4 tháng 6 năm 2008 tại Wayback Machine  |
| 14/10- 9/11            | Người cha tuyệt vời              | Family Man                           | 20     | Trần Tuệ San, Trần Hào, Quách Thiện Ni, Đường Văn Long, Tần Bái, Hồ Hạnh Nhi                                                           | Hiện đại |                 | Official website Lưu trữ ngày 15 tháng 4 năm 2006 tại Wayback Machine |
| 11/11- 27/12           | Tề Thiên Đại Thánh Tôn Ngộ Không | The Monkey King: Quest for the Sutra | 35     | Trương Vệ Kiện, Lương Hán Văn, Cát Dân Huy, Chung Hân Đồng, Thái Trác Nghiên, Dương Cung Như, Trịnh Tú Văn, Tạ Đình Phong, Tăng Chí Vỹ | Cổ trang | Phim Trung Quốc |                                                                       |
| 30/12/2002- 24/01/2003 | Không thể khuất phục             | Lofty Waters Verdant Bow             | 20     | Lâm Phong, Diệp Tuyền, Rain Li | Cổ trang |                 | Official website Lưu trữ ngày 11 tháng 7 năm 2008 tại Wayback Machine |

## Dòng phim thứ hai
| Công chiếu             | Tên                                   | Tên tiếng Anh           | Số tập | Diễn viên | Thể loại            | Ghi chú         | Website                                                               |
| ---------------------- | ------------------------------------- | ----------------------- | ------ | --- | ------------------- | --------------- | --------------------------------------------------------------------- |
| 21/01- 17/02           | Thế giới muôn màu                     | Invisible Journey       | 21     | Tuyên Huyên, Lâm Bảo Di, Đằng Lệ Danh, Đường Văn Long, Đàm Tiểu Hoàn                                               | Hiện đại            |                 | Official website Lưu trữ ngày 26 tháng 7 năm 2008 tại Wayback Machine |
| 18/02- 17/03           | Thực thi pháp luật                    | Legal Entanglement      | 22     | Lý Khắc Cần, Quách Khả Doanh, Tạ Thiên Hoa, Hồ Hạnh Nhi, Thạch Tu, Âu Cẩm Đường, Ngô Ỷ Lị                          | Hiện đại            |                 | Official website Lưu trữ ngày 22 tháng 4 năm 2016 tại Wayback Machine |
| 18/03- 12/04           | Trạng sư hồ đồ                        | A Case of Misadventure  | 20     | Trần Tuệ San, Tô Vĩnh Khang, Quách Chính Hồng, Âu Cẩm Đường                                                        | Lịch sử             |                 | Official website Lưu trữ ngày 4 tháng 3 năm 2016 tại Wayback Machine  |
| 5/05- 22/01            | Niềm tin một đời                      | A Trust of a Life Time  | 20     | Quách Tấn An, Quách Ái Minh, Karen Tong                                                                            | Hiện đại            |                 | Official website Lưu trữ ngày 15 tháng 6 năm 2008 tại Wayback Machine |
| 13/05- 21/06           | Thời niên thiếu của Bao Thanh Thiên 2 | The Young Detective II  | 30     | Phạm Băng Băng | Cổ trang            | Phim Trung Quốc |                                                                       |
| 24/06- 27/07           | Huyền thoại bắt đầu                   | Where the Legend Begins | 27     | Thái Thiếu Phân, Mã Tuấn Vỹ, Trần Hào, Quách Thiện Ni                                                              | Cổ trang            |                 | Official website Lưu trữ ngày 11 tháng 6 năm 2008 tại Wayback Machine |
| 29/07- 13/09           | Đội cứu hoả anh hùng                  | Burning Flame II        | 35     | Phương Trung Tín, Vương Hy, Trương Khả Di, Trần Tuệ San, Mông Gia Tuệ, Trịnh Gia Dĩnh, Âu Cẩm Đường, Văn Tụng Nhàn | Hiện đại, Hành động |                 | Official website Lưu trữ ngày 3 tháng 3 năm 2016 tại Wayback Machine  |
| 30/12/2002- 24/01/2003 | Đôi đũa lệch                          | Square Pegs             | 20     | Quách Tấn An, Tuyên Huyên, Winnie Yeung, Tào Vĩnh Liêm, Đường Ninh, Hứa Thiệu Hùng                                 | Cổ trang            |                 | Official website Lưu trữ ngày 26 tháng 7 năm 2008 tại Wayback Machine |

## Dòng phim thứ ba
| Công chiếu             | Tên                 | Tên tiếng Anh       | Số tập | Diễn viên | Thể loại           | Ghi chú | Website                                                               |
| ---------------------- | ------------------- | ------------------- | ------ | --- | ------------------ | ------- | --------------------------------------------------------------------- |
| 17/09/2001- 28/12/2002 | Gia đình vui vẻ     | Virtues of Harmony  | 322    | Tiết Gia Yến, Lâm Văn Long, Liêu Bích Nhi, Tạ Thiên Hoa, Mai Tiểu Huệ, Uyển Quỳnh Đan, Triệu Học Nhi, Joyce Chen, Nguyễn Triệu Tường, Xa Uyển Uyển, Lưu Đan, Lưu Khải Uy | Cổ trang, Hài kịch |         | Official website Lưu trữ ngày 25 tháng 4 năm 2016 tại Wayback Machine |
| 16/09- 15/11           | Bước ngoặt cuộc đời | Golden Faith        | 45     | La Gia Lương, Ôn Triệu Luân, Tuyên Huyên, Lâm Phong, Diệp Tuyền, Dương Di, Hồ Hạnh Nhi, Thạch Tu, Hướng Hải Lam, Tần Bái                                                 | Hiện đại           |         | Official website Lưu trữ ngày 22 tháng 4 năm 2016 tại Wayback Machine |
| 18/11- 30/12           | Chuyên gia đàm phán | Take My Word For It | 30     | Âu Dương Chấn Hoa, Quách Khả Doanh, Trương Trí Lâm, Văn Tụng Nhàn, Trần Hào                                                                                              | Hiện đại           |         | Official website Lưu trữ ngày 3 tháng 3 năm 2016 tại Wayback Machine  |

## Warehoused series
| Công chiếu   | Tên               | Tên tiếng Anh        | Số tập | Diễn viên                                                | Thể loại | Ghi chú | Website                                                               |
| ------------ | ----------------- | -------------------- | ------ | -------------------------------------------------------- | -------- | ------- | --------------------------------------------------------------------- |
| 8/04- 10/05  | Đồn cảnh sát số 7 | Police Station No. 7 | 25     | Tiết Gia Yến, Ngô Khải Hoa, Trương Khả Di                | Lịch sử  |         | Official website Lưu trữ ngày 16 tháng 7 năm 2012 tại Wayback Machine |
| 27/05- 21/06 | Khát vọng         | Fight for Love       | 20     | Lâm Bảo Di, Quách Thiện Ni, Hạ Vũ                        | Hiện đại |         | Official website Lưu trữ ngày 1 tháng 9 năm 2012 tại Wayback Machine  |
| 11/11- 6/12  | Nối lại tình xưa  | Love and Again       | 20     | Phương Trung Tín, Trần Hào, Quách Thiện Ni, Tạ Thiên Hoa | Hiện đại |         | Official website Lưu trữ ngày 16 tháng 7 năm 2012 tại Wayback Machine |